# Relais 4 × 400 mètres
Le relais 4 × 400 m est une épreuve d'athlétisme qui consiste à la succession de relais pour quatre compétiteurs qui doivent chacun parcourir 400 mètres et se transmettre le témoin.

## Spécificités
La transmission du témoin se passe dans une zone de transmission de 20 mètres. Si le passage du témoin est réalisé avant ou après cette zone, c'est une faute éliminatoire du relais. Contrairement aux relais plus courts, il n'y a pas de zone d'élan supplémentaire : les relayeurs doivent prendre leur départ à l'intérieur de la zone de transmission.
Trois virages sont courus en couloirs, autrement dit : le premier relayeur effectue toute sa course en couloir, et le deuxième se rabat à la sortie du premier virage (comme un coureur de 800 m).
Les épreuves se déroulent par équipe de club, et par catégorie d'âge. Aux Jeux olympiques et dans les championnats du Monde et continentaux, ce sont des équipes nationales qui sont engagées.
En 2017, est introduite une épreuve mixte (équipe composée de deux hommes et de deux femmes), à l’occasion de l’épreuve conclusive des Relais mondiaux le 23 avril 2017. Cette épreuve fera partie du programme des Championnats du monde en 2019 et de celui des Jeux olympiques de 2020.

## Marquage
La ligne de départ est blanche sur les bords et bleue au milieu.
Les zones de transmission entre le premier et le deuxième relayeur sont délimitées par des traits bleus en forme de 1 tournés vers l'intérieur de la zone, situés chacun à 10 m de part et d'autre de la ligne de départ du 800 m (blanche sur les bords et verte au milieu), qui en matérialise le milieu.
La zone de transmission pour les deux autres relais est délimitée par des traits bleus simples situés à 10 m de part et d'autre de la ligne d'arrivée, parallèlement à celle-ci.

## Records

### Records du monde
| Région       | Genre | Performance   | Pays             | Athlètes                                                           | Date             | Lieu        |
| ------------ | ----- | ------------- | ---------------- | ------------------------------------------------------------------ | ---------------- | ----------- |
| En plein air | M     | 2 min 54 s 29 | États-Unis       | Andrew Valmon Quincy Watts Harry Butch Reynolds Michael Johnson    | 22 août 1993     | Stuttgart   |
| En plein air | F     | 3 min 15 s 17 | Union soviétique | Tatyana Ledovskaya Olga Nazarova Mariya Pinigina Olga Bryzgina     | 1er octobre 1988 | Séoul       |
| En plein air | Mixte | 3 min 7 s 41  | États-Unis       | Vernon Norwood Shamier Little Bryce Deadmon Kaylyn Brown           | 2 août 2024      | Saint-Denis |
| En salle     | M     | 3 min 1 s 51  | États-Unis       | Amere Lattin Obi Igbokwe Jermaine Holt Kahmari Montgomery          | 9 février 2019   | Clemson     |
| En salle     | F     | 3 min 23 s 37 | Russie           | Yuliya Gushchina Olga Kotlyarova Olga Zaytseva Olesya Krasnomovets | 28 janvier 2006  | Glasgow     |

### Records continentaux
| Continent                                                 | Hommes (au 15 mai 2024) | Hommes (au 15 mai 2024) | Femmes (au 21 août 2023) | Femmes (au 21 août 2023) | Mixte (au 15 mai 2024) | Mixte (au 15 mai 2024) |
| Continent                                                 | Temps                   | Pays                    | Temps                    | Pays                     | Temps                  | Pays                   |
| --------------------------------------------------------- | ----------------------- | ----------------------- | ------------------------ | ------------------------ | ---------------------- | ---------------------- |
| Afrique (records)                                         | 2 min 57 s 27           | Botswana                | 3 min 21 s 84            | Nigeria                  | 3 min 12 s 87          | Nigeria                |
| Asie (records)                                            | 2 min 59 s 05           | Inde                    | 3 min 24 s 28            | Chine                    | 3 min 11 s 82          | Bahreïn                |
| Europe (records)                                          | 2 min 56 s 60           | Royaume-Uni             | 3 min 15 s 17            | Union soviétique         | 3 min 9 s 87           | Pologne                |
| Amérique du Nord, Amérique centrale et Caraïbes (records) | 2 min 54 s 29           | États-Unis              | 3 min 15 s 51            | États-Unis               | 3 min 8 s 80           | États-Unis             |
| Océanie (records)                                         | 2 min 59 s 70           | Australie               | 3 min 23 s 81            | Australie                | 3 min 17 s 00          | Australie              |
| Amérique du Sud (records)                                 | 2 min 58 s 56           | Brésil                  | 3 min 26 s 68            | Brésil                   | 3 min 14 s 48          | Colombie               |

### Dix meilleures performances de tous les temps
| Rang | Temps    | Athlètes                                                                  | Date             | Lieu      |
| 1    | 2:54.29  | États-Unis Andrew Valmon Quincy Watts Butch Reynolds Michael Johnson      | 22 août 1993     | Stuttgart |
| 2    | 2:55.39  | États-Unis LaShawn Merritt Angelo Taylor David Neville Jeremy Wariner     | 23 août 2008     | Pékin     |
| 3    | 2:55.56  | États-Unis LaShawn Merritt Angelo Taylor Darold Williamson Jeremy Wariner | 2 septembre 2007 | Osaka     |
| 4    | 2:55.70  | États-Unis Michael Cherry Michael Norman Bryce Deadmon Rai Benjamin       | 7 août 2021      | Tokyo     |
| 5    | 2:55.74  | États-Unis Andrew Valmon Quincy Watts Michael Johnson Steve Lewis         | 8 août 1992      | Barcelone |
| 6    | 2:55.91  | États-Unis Otis Harris Derrick Brew Jeremy Wariner Darold Williamson      | 28 août 2004     | Athènes   |
| 7    | 2:55.99  | États-Unis LaMont Smith Alvin Harrison Derek Mills Anthuan Maybank        | 3 août 1996      | Atlanta   |
| 8    | 2:56.16A | États-Unis Vince Matthews Ron Freeman Larry James Lee Evans               | 20 octobre 1968  | Mexico    |
| 8    | 2:56.16  | États-Unis Danny Everett Steve Lewis Kevin Robinzine Harry Reynolds       | 1er octobre 1988 | Séoul     |
| 10   | 2:56.17  | États-Unis Elija Godwin Michael Norman Bryce Deadmon Champion Allison     | 24 juillet 2022  | Eugene    |

| Rang | Temps   | Athlètes                                                                                | Date             | Lieu      |
| 1    | 3:15.17 | Union soviétique Tatyana Ledovskaya Olga Nazarova Mariya Pinigina Olha Bryzhina         | 1er octobre 1988 | Séoul     |
| 2    | 3:15.51 | États-Unis Denean Howard-Hill Diane Dixon Valerie Brisco-Hooks Florence Griffith-Joyner | 1er octobre 1988 | Séoul     |
| 3    | 3:15.92 | Allemagne de l'Est Gesine Walther Sabine Busch Dagmar Neubauer Marita Koch              | 3 juin 1984      | Erfurt    |
| 4    | 3:16.71 | États-Unis Gwen Torrence Maicel Malone-Wallace Natasha Kaiser-Brown Jearl Miles-Clark   | 22 août 1993     | Stuttgart |
| 5    | 3:16.85 | États-Unis Sydney McLaughlin Allyson Felix Dalilah Muhammad Athing Mu                   | 7 août 2021      | Tokyo     |
| 6    | 3:16.87 | Allemagne de l'Est Kirsten Emmelmann Sabine Busch Petra Müller Marita Koch              | 31 août 1986     | Stuttgart |
| 6    | 3:16.87 | États-Unis DeeDee Trotter Allyson Felix Francena McCorory Sanya Richards-Ross           | 11 août 2012     | Londres   |
| 8    | 3:17.79 | États-Unis Talitha Diggs Abby Steiner Britton Wilson Sydney McLaughlin                  | 24 juillet 2022  | Eugene    |
| 9    | 3:17.83 | États-Unis Debbie Dunn Allyson Felix Lashinda Demus Sanya Richards-Ross                 | 23 août 2009     | Berlin    |
| 10   | 3:18.09 | États-Unis Sanya Richards-Ross Allyson Felix Jessica Beard Francena McCorory            | 3 septembre 2011 | Daegu     |

### Dix meilleures nations
| Rang | Temps         | Pays              | Date            | Lieu      |
| 1    | 2 min 54 s 29 | États-Unis        | 22 août 1993    | Stuttgart |
| 2    | 2 min 56 s 60 | Grande-Bretagne   | 3 août 1996     | Atlanta   |
| 3    | 2 min 56 s 72 | Bahamas           | 10 août 2012    | Londres   |
| 4    | 2 min 56 s 75 | Jamaïque          | 10 août 1997    | Athènes   |
| 5    | 2 min 57 s 18 | Pays-Bas          | 7 août 2021     | Tokyo     |
| 6    | 2 min 57 s 27 | Botswana          | 7 août 2021     | Tokyo     |
| 7    | 2 min 57 s 88 | Belgique          | 7 août 2021     | Tokyo     |
| 8    | 2 min 58 s 00 | Pologne           | 22 juillet 1998 | New York  |
| 9    | 2 min 58 s 12 | Trinité-et-Tobago | 13 août 2017    | Londres   |
| 10   | 2 min 58 s 45 | France            | 27 août 2023    | Budapest  |

| Rang | Temps         | Athlètes           | Date             | Lieu      |
| 1    | 3 min 15 s 17 | Union soviétique   | 1er octobre 1988 | Séoul     |
| 2    | 3 min 15 s 51 | États-Unis         | 1er octobre 1988 | Séoul     |
| 3    | 3 min 15 s 92 | Allemagne de l'Est | 3 juin 1984      | Erfurt    |
| 4    | 3 min 18 s 38 | Russie             | 22 août 1993     | Stuttgart |
| 5    | 3 min 18 s 71 | Jamaïque           | 3 septembre 2011 | Daegu     |
| 6    | 3 min 20 s 04 | Grande-Bretagne    | 2 septembre 2007 | Osaka     |
| 7    | 3 min 20 s 32 | Tchécoslovaquie    | 14 août 1983     | Helsinki  |
| 8    | 3 min 20 s 53 | Pologne            | 7 août 2021      | Tokyo     |
| 9    | 3 min 20 s 72 | Pays-Bas           | 27 août 2023     | Budapest  |
| 10   | 3 min 21 s 04 | Nigeria            | 3 août 1996      | Atlanta   |

## Palmarès olympique et mondial
Après des essais lors des Relais mondiaux 2017 et sa première figuration officielle aux Jeux asiatiques de 2018, le relais 4 x 400 mixte apparait aux Championnats du monde 2019 et aux Jeux olympiques de 2020.
| Compétition   | Hommes            | Femmes             | Mixte                  |
| ------------- | ----------------- | ------------------ | ---------------------- |
| Jeux 1912     | États-Unis        | NC                 | NC                     |
| Jeux 1920     | Royaume-Uni       | NC                 | NC                     |
| Jeux 1924     | États-Unis        | NC                 | NC                     |
| Jeux 1928     | États-Unis        | NC                 | NC                     |
| Jeux 1932     | États-Unis        | NC                 | NC                     |
| Jeux 1936     | Royaume-Uni       | NC                 | NC                     |
| Jeux 1948     | États-Unis        | NC                 | NC                     |
| Jeux 1952     | Jamaïque          | NC                 | NC                     |
| Jeux 1956     | États-Unis        | NC                 | NC                     |
| Jeux 1960     | États-Unis        | NC                 | NC                     |
| Jeux 1964     | États-Unis        | NC                 | NC                     |
| Jeux 1968     | États-Unis        | NC                 | NC                     |
| Jeux 1972     | Kenya             | Allemagne de l'Est | NC                     |
| Jeux 1976     | États-Unis        | Allemagne de l'Est | NC                     |
| Jeux 1980     | Union soviétique  | Union soviétique   | NC                     |
| Mondiaux 1983 | Union soviétique  | Allemagne de l'Est | NC                     |
| Jeux 1984     | États-Unis        | États-Unis         | NC                     |
| Mondiaux 1987 | États-Unis        | Allemagne de l'Est | NC                     |
| Jeux 1988     | États-Unis        | Union soviétique   | NC                     |
| Mondiaux 1991 | Royaume-Uni       | Union soviétique   | NC                     |
| Jeux 1992     | États-Unis        | Union soviétique   | NC                     |
| Mondiaux 1993 | États-Unis        | États-Unis         | NC                     |
| Mondiaux 1995 | États-Unis        | États-Unis         | NC                     |
| Jeux 1996     | États-Unis        | États-Unis         | NC                     |
| Mondiaux 1997 | Royaume-Uni       | Allemagne          | NC                     |
| Mondiaux 1999 | Pologne           | Russie             | NC                     |
| Jeux 2000     | Nigeria           | États-Unis         | NC                     |
| Mondiaux 2001 | Bahamas           | Jamaïque           | NC                     |
| Mondiaux 2003 | France            | États-Unis         | NC                     |
| Jeux 2004     | États-Unis        | États-Unis         | NC                     |
| Mondiaux 2005 | États-Unis        | Russie             | NC                     |
| Mondiaux 2007 | États-Unis        | États-Unis         | NC                     |
| Jeux 2008     | États-Unis        | États-Unis         | NC                     |
| Mondiaux 2009 | États-Unis        | États-Unis         | NC                     |
| Mondiaux 2011 | États-Unis        | États-Unis         | NC                     |
| Jeux 2012     | Bahamas           | États-Unis         | NC                     |
| Mondiaux 2013 | États-Unis        | États-Unis         | NC                     |
| Mondiaux 2015 | États-Unis        | Jamaïque           | NC                     |
| Jeux 2016     | États-Unis        | États-Unis         | NC                     |
| Mondiaux 2017 | Trinité-et-Tobago | États-Unis         | NC                     |
| Mondiaux 2019 | États-Unis        | États-Unis         | États-Unis             |
| Jeux 2020     | États-Unis        | États-Unis         | Pologne                |
| Mondiaux 2022 | États-Unis        | États-Unis         | République dominicaine |
| Mondiaux 2023 | États-Unis        | Pays-Bas           | États-Unis             |